# Amable de Riom
Pour les articles homonymes, voir Amable.
Amable de Riom ou saint Amable était un prêtre de Riom, en Auvergne, au Ve siècle (en latin Amabilis vici Ricomagensis presbyter, issu du mot  amabilis : digne d'amour, aimable). Il est fêté localement le 11 juin, le 18 octobre en Occident, et le 3 juillet en Orient.
Sa châsse est aujourd'hui à Riom en la basilique du même nom : Saint-Amable.

## Histoire et tradition
La culture populaire indique qu'Amable serait né à Villossanges, dans les Combrailles, lieu sur lequel on retrouve aujourd'hui une croix marquant le lieu de sa naissance.
Amable exerça son ministère au siège épiscopal de l'Auvergne ( à Clermont) sous la houlette de saint Sidoine Apollinaire, avant de devenir le prêtre de l'église de Riom.
Il est présenté comme precentor : c'est-à-dire soit comme un dignitaire ecclésiastique, soit comme un agent administratif ou cérémoniel. Tout au moins, il est devenu le premier chantre. À cette époque, le chantre ne se contentait pas de chanter durant la célébration. Il recrutait et enseignait le chœur, dirigeait ses répétitions et surveillait ses fonctions officielles, interprétait les rubriques et expliquait les cérémonies. Il ordonnait d'une manière générale l'office divin et composait parfois des hymnes, des séquences, voire des hagiographies.
On raconte qu'à sa voix les bêtes venimeuses et les démons s'enfuyaient. Les images et médailles représentant le saint  portent toujours cette inscription « le démon s’enfuit, ainsi que le serpent et le feu ». On peut voir à Mirecourt, une toile du XVIIe siècle représentant saint Amable, saint réputé protéger des serpents et des sorciers. Il est mort le 11 novembre de l'an 475. Sa fête est cependant célébrée le 11 juin, le 18 octobre en Occident, et le 3 juillet en Orient. Il est fêté à Riom lors de deux fêtes solennelles marquant le culte de Saint Amable : le dimanche qui suit le 19 octobre (Saint Amable d’hiver) et le dimanche qui suit le 11 juin (Saint Amable d’été). Lors de cette grande fête d’été, on porte en procession dans les rues de la ville la châsse contenant les reliques du Saint, ainsi qu'une roue de fleurs confectionnée par les habitants.
Son tombeau à Clermont a été le lieu de plusieurs miracles dont saint Grégoire de Tours a été témoin et qu'il rapporte dans son In Gloria confessorum, & 32. Beaucoup de gens sont venus également le prier pour conjurer le sort et se protéger du démon au feu mauvais (emportement, convulsion, délire). Vers 640, l'évêque Gal II de Clermont décida de translater son corps à Riom où on le plaça dans l'église Saint-Bénigne qui devint alors l'église Saint-Amable.
Le père Antoine Déat a introduit son culte au Canada, où il fut vénéré pendant très longtemps. Dans les années  1730, un enfant sur dix est appelé Amable. Une chapelle avait été bâtie en son honneur à la basilique Notre-Dame de Montréal.
Aujourd'hui encore, certains habitants de la région riomoise portent le prénom d'Amable. Il est de coutume, pour les grands évènements de leurs vies (baptême, mariage, funérailles) de sonner la cloche St Amable. Cette cloche de la basilique n'est normalement utilisée que lors de la célébration des fêtes du Saint.